# Derek Brewer
Derek Stanley Brewer (13 de julio de 1923-23 de octubre de 2008) fue un destacado académico especializado en literatura medieval, cuya biografía sobre Chaucer, Chaucer and His World (1978), es considerada, según el obituario publicado en The Telegraph, «el comienzo de todo un género nuevo de biografías literarias históricas». Fue rector de Emmanuel College, Cambridge, de 1977 a 1990, y catedrático a partir de 1983.
En 1972 fundó la editorial DS Brewer, que en 1987 se fusionaría con Boydell Press para formar Boydell & Brewer, una de las principales editoriales especializadas en literatura medieval.